# Abbotts Lagoon
Abbotts Lagoon est une lagune à deux étages située sur la côte nord-ouest du Point Reyes National Seashore, au sud-ouest de Tomales Point, en Californie, aux États-Unis. 
La lagune supérieure est une retenue d'eau douce qui déborde dans un niveau saumâtre inférieur avec des échanges occasionnels de marée hivernale. La rive est de la lagune est recouverte de broussailles côtières anciennes (Northern coastal scrub (en)), notamment de Baccharis pilularis (en), de lupin jaune, de fougère épée et Rubus ursinus (en), la mûre de Californie .

## Géologie
Abbotts Lagoon est généralement séparé de l'océan Pacifique par le sable des dunes à l'ouest. Le côté est de la lagune est bordé par des sédiments marins du Miocène au nord et des sédiments marins du Pliocène au sud provenant de formations rocheuses sédimentaires du côté ouest de la faille de San Andreas. Le grès de Santa Margarita au sommet de la formation de Monterey, forme une crête le long du côté sud de la vallée, contenant la lagune supérieure, et est exposé le long de la rive est de la lagune inférieure.

## Histoire
Les Coast Miwok vivaient dans la région avant la colonisation européenne du XIXe siècle. Dans les années 1870, les terres entourant la lagune sont utilisées pour le bétail et l'élevage laitier. Abbotts Lagoon est diversement identifié comme cible de bombardement: « Abbott's Lagoon Bombing Target », « Abbott's Lagoon Target Area », « Abbott's Lagoon Bombing Range », « Bombing Range Number Two », alors qu'elle est utilisée comme zone d'entraînement de bombardier en piqué par les pilotes de la base aérienne navale d'Alameda et du champ périphérique de Santa Rosa de 1941 à 1952. La lagune est désignée comme faisant partie de Point Reyes National Seashore en 1962.

## Loisirs
Des sentiers pédestres permettent d'observer les oiseaux et les fleurs sauvages des habitats locaux uniques autour de la lagune Abbotts. Sylvilagus bachmani, lièvre de Californie, des Geomyidae, des rats musqués, des loutres de rivière et Black-tailed deer peuvent être vus autour du lagon. Le coyote, le lynx roux, le renard gris, la Mustela frenata, la mouffette rayée, le raton laveur, le blaireau et le puma sont rarement vus.

## Observation des oiseaux

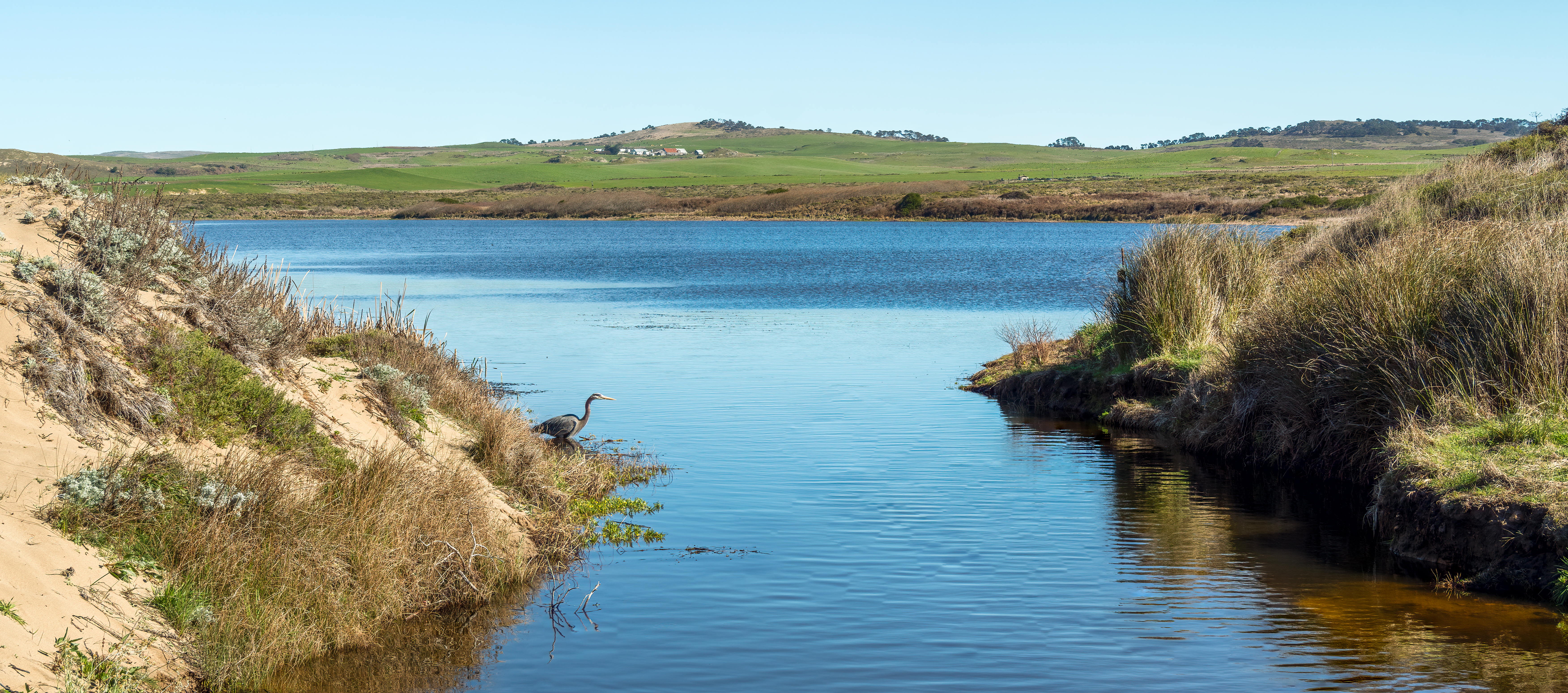
Grand héron à Abbotts Lagoon

Les espèces d'oiseaux observées à Abbotts Lagoon comprennent :
- Alcidae - Guillemot de Troïl - Guillemot colombin
- Icteridae - Quiscale de Brewer[8] - brown-headed cowbird - Carouge à épaulettes - Carouge de Californie
- Cormoran - Cormoran de Brandt - Cormoran à aigrettes - Cormoran pélagique
- Canard - Canard d'Amérique - Petit Garrot - Sarcelle cannelle - Garrot à œil d'or - Harle bièvre - Canard chipeau - Fuligule milouinan - Sarcelle à ailes vertes - Petit Fuligule - Canard colvert - Canard pilet - Canard souchet - Harle huppé - Fuligule à collier - Érismature rousse - Macreuse à front blanc
- Aigle - Aigle royal
- Falco - Faucon émerillon - Faucon pèlerin - Faucon des prairies
- Fringillidae - Chardonneret jaune - Roselin familier
- Oie - Bernache du Pacifique[9]
- Podicipedidae - Grèbe à cou noir - Grèbe à face blanche - Grèbe esclavon - Grèbe à bec bigarré - Grèbe élégant
- Goéland - Goéland de Californie - Goéland cendré - Goéland à ailes grises - Goéland de Heermann - Goéland hudsonien - Goéland à bec cerclé - Goéland de Thayer - Goéland d'Audubon
- Hawks - Épervier de Cooper - Buse rouilleuse - Busard des marais - Balbuzard pêcheur - Buse à épaulettes - Buse à queue rousse - Buse pattue - Épervier brun - Élanion à queue blanche
- Ardeidae - Butor d'Amérique - Grand Héron[10] - great egret - snowy egret
- Trochilidae - Colibri d'Allen[11] - Anna's hummingbird
- Alaudidae - Alouette hausse-col - Sturnelle de l'Ouest
- Gaviidés - Plongeon arctique - Plongeon huard - Plongeon du Pacifique - Plongeon catmarin
- Strigiformes - Chouette effraie - Chevêche des terriers - Hibou des marais
- Pélican - Pélican brun - Pélican blanc
- Sayornis - Moucherolle noir - Moucherolle à ventre roux
- Anthus - Pipit d'Amérique
- Pluvier - Pluvier argenté - western snowy plover - Pluvier kildir (Le pluvier neigeux de l'ouest est considéré comme «menacé» par le Endangered Species Act.)
- Colin de Californie
- Rallidae - Foulque d'Amérique - Virginia rail
- Grand Corbeau
- Scolopacidae - Grand Chevalier - Barge marbrée - Bécasseau sanderling - Chevalier semipalmé - Bécassine de Wilson
- Passerellidae - Bruant fauve - Bruant à couronne dorée - Bruant sauterelle - Savannah sparrow - song sparrow - Tohi tacheté - Bruant à couronne blanche
- Hirundinidae - Hirondelle rustique - Hirondelle à front blanc - Hirondelle à ailes hérissées - Hirondelle bicolore - Hirondelle à face blanche
- Cygne - Cygne trompette - Cygne siffleur
- Sterninae - Sterne caspienne - Sterne élégante
- Turdidae - Merlebleu de l'Ouest
- Urubu à tête rouge
- Fauvette - Paruline masquée - Roitelet à couronne rubis - Setophaga coronata
- Picidae - Pic flamboyant
- Troglodytidae - Troglodyte de Bewick - Troglodyte des marais
- Cama brune

## Flore
Abbotts Lagoon est l'emplacement de la seule population naturelle restante de l'espèce végétale en voie de disparition Chorizanthe valida.